# Amaury de Farcy de Saint-Laurent
Amaury de Farcy de Saint-Laurent (* 1652 in Vitrée in der Bretagne; † 5. Mai 1729 in Ebstorf) war ein kurfürstlich braunschweig-lüneburgischer Generalleutnant der Kavallerie sowie Drost des Amts Ebsdorf, Kommandant der Festung Kalkberg und der Stadt Lüneburg.
Seine Eltern waren Francoise de Farcy Seigneur de Saint-Laurent und dessen Ehefrau Claude d’Uzille.

## Leben
Amaury de Farcy de Saint-Laurent entstammt einem alten Geschlecht, das in Vitrée in der Bretagne im jetzigen Departement Ille und Vilaine ansässig war.
Nach den Edikt von Nantes floh er 1672 wegen seines evangelischen Glaubens aus Frankreich. Er kam über den Haag nach Kassel. Er war zuerst Hof- und Jagdpage in Kassel und kam 1674 durch Empfehlung des Oranischen Hofes in den Dienst des Herzogs Georg Wilhelm von Braunschweig-Lüneburg nach Celle.
Als Fähnrich im Infanterie-Regiment Linstow nahm er 1685 und 1686 am Krieg in Ungarn teil. Nach seiner Rückkehr wurde er durch den Generalleutnant Chauvet, unter welchem er gedient hatte, zur Kavallerie versetzt. 1688 wurde er Major. Als solcher wurde er mit eigenem Regiment am 18. September 1691 in der Schlacht bei Leuze in den Niederlanden, wo der Fürst von Waldeck eine Niederlage erlitt, gefangen genommen; vom Marschall von Luxemburg aber, mit Rücksicht auf sein tapferes Verhalten, auf Ehrenwort bis auf weiteres entlassen. Im Jahr 1693 wurde er Oberstleutnant und 1694 Regimentskommandeur.
Mit Beginn des Spanischen Erbfolgekrieges 1701 schickten die Herzöge von Hannover und Celle ein gemeinsames Hilfscorps im Solde der Generalstaaten in die Niederlande. Dort befehligte Saint-Laurent als Brigadier (1702) die demselben zugeteilte Kavallerie. 1705 wird er Generalmajor. Als Reiterführer wird er im Laufe dieses Krieges mehrfach mit Auszeichnung genannt.
In der Schlacht bei Ramillies befehligte er am 23. Mai 1706 auf dem linken Flügel 18 Schwadronen, welche nach hartem Kampf die ihnen gegenüberstehende französisch-bayrische Kavallerie schlugen und wesentlich zum Sieg beitrugen. Marlborough empfahl bei dieser Gelegenheit den General Saint-Laurent dem Kurfürsten für weitere Aufgaben. In der Schlacht bei Oudenaarde am 11. Juli 1708, wo er unter General Natzmer vier hannoversche Regimenter führte, wurde er verwundet. In der Schlacht bei Malplaquet am 11. September 1709 war er der Berater des jungen Prinzen von Auvergne, welcher 30 Schwadronen befehligte. Er wird 1712 zum Generalleutnant ernannt. Nach der Heimkehr aus dem Spanischen Erbfolgekrieg zog Generalleutnant de Saint-Laurent nur noch einmal in das Feld. Es war im Jahr 1719, wo Kurhannover im Auftrage des Reiches die Reichsexekution gegen den Herzog Karl Leopold von Mecklenburg-Schwerin zu vollstrecken hatte. Auf russische Hilfstruppen gestützt, traten die herzoglichen Truppen unter dem später so berühmten, 1757 bei Prag als preußischer Feldmarschall gefallenen General von Schwerin den Truppen entgegen und brachten diesen am 6. März bei Walsmühlen unweit Schwerins eine Schlappe bei. Saint-Laurent konnte mit seiner Kavallerie aber größere Folgen ausgleichen. Am 5. Mai 1729 starb er zu Ebstorf im Lüneburgischen.

### Familie
Er war mit Luise Dorothea von Charreard verheiratet, sie war die Tochter des Oberjägermeisters Anton von Charreard. Er hatte sie 1695, als sie als Hofdame zu Celle mit einem von Lüneburg auf Wathlingen verlobt war, entführt und geheiratet. Der einzige Sohn des Paares Anton Simon starb 1728 als Rittmeister, die Tochter Eleonore (* 1701; † 5. März 1784) heiratete 1721 auf Gut Barnstädt dem Major Ludolf Otto von Estorff († 1759) auf Barnstedt. Der Generalleutnant Emmerich Otto August von Estorff ist sein Enkel.